# Tabor (časnik)
Tabor je bil dnevnik Jugoslovanske demokratske stranke, ki je pričel izhajati leta 1920 v Mariboru.
Dnevnik je izhajal v Mariboru od leta 1920 do 1927. Izdajala ga je Tiskovna zadruga, nato konzorcij. Tabor je nasledil dnevnik Mariborski delavec (1918 - 1920). Uredniki Tabora so bili Radivoj Rehar, Vekoslav Špindler, Božidar Borko in Vekoslav Cizel. List je obširno poročal o mednarodnem političnem dogajanju, vprašanjih Maribora in zaledja, predvsem pa o boju med liberalnim in katoliškim taborom  ter pri tem ostro napadal klerikalizem; z obranavanjem narodnostnih vprašanj pa je vplival na krepitev narodne zavesti v severovzhodni Sloveniji. Med njegovimi najvidnejšimi sodelavci so bili Vekoslav Kukovec, Avgust Reisman in Makso Šnuderl. V začetku maja 1927 je Tabor prevzel konzorcij Jutra in ga preoblikoval v Mariborski večernik »Jutra«.